# Distimake
Distimake, rod slakovki smješten u tribus Merremieae , dio potporodice  Convolvuloideae. Sastoji se od 47 vrsta rasprostranjenih po suptropskim i tropskim krajevima Azije, obje Amerike, Afrike i Australije, u Europi nema predstavnika. 
Rod je opisan u Flora Telluriana 4: 82. 1836[1838].

## Vrste
1. Distimake aegyptius (L.) A. R. Simões & Staples
2. Distimake ampelophyllus (Hallier fil.) A. R. Simões & Staples
3. Distimake aturensis (Kunth) A. R. Simões & Staples
4. Distimake aureus (Kellogg) A. R. Simões & Staples
5. Distimake austinii (A. Mc Donald) A. R. Simões & Staples
6. Distimake bipinnatipartitus (Engl.) A. R. Simões & Staples
7. Distimake cielensis (A. Mc Donald) A. R. Simões & Staples
8. Distimake cissoides (Lam.) A. R. Simões & Staples
9. Distimake contorquens (Choisy) A. R. Simões & Staples
10. Distimake davenportii (F. Muell.) A. R. Simões & Staples
11. Distimake digitatus (Spreng.) A. R. Simões & Staples
12. Distimake dimorphophyllus (Verdc.) A. R. Simões & Staples
13. Distimake dissectus (Jacq.) A. R. Simões & Staples
14. Distimake ericoides (Meisn.) Petrongari & Sim.-Bianch.
15. Distimake flagellaris (Choisy) A. R. Simões & Staples
16. Distimake grandidentata (C. H. Thomps.) comb. ined.
17. Distimake grandiflorus (Ooststr.) A. R. Simões & Staples
18. Distimake guerichii (A. Meeuse) A. R. Simões & Staples
19. Distimake hasslerianus (Chodat) A. R. Simões & Staples
20. Distimake hirsutus (O'Donell) Petrongari & Sim.-Bianch.
21. Distimake hoehnei (Petrongari & Sim.-Bianch.) Petrongari & Sim.-Bianch.
22. Distimake igneus (Schrad.) A. R. Simões & Staples
23. Distimake kentrocaulos (C. B. Clarke) A. R. Simões & Staples
24. Distimake kimberleyensis (R. W. Johnson) A. R. Simões & Staples
25. Distimake lobulibracteatus (E. Carranza & Murguía) A. R. Simões & Petrongari
26. Distimake macdonaldii (S. Valencia & Mart. Gord.) A. R. Simões & Staples
27. Distimake macrocalyx (Ruiz & Pav.) A. R. Simões & Staples
28. Distimake maraginensis (Choisy) Petrongari & Sim.-Bianch.
29. Distimake multisectus (Hallier fil.) A. R. Simões & Staples
30. Distimake nervosus (Pittier) A. R. Simões & Staples
31. Distimake palmeri (S. Watson) A. R. Simões & Staples
32. Distimake quercifolius (Hallier fil.) A. R. Simões & Staples
33. Distimake quinatus (R. Br.) A. R. Simões & Staples
34. Distimake quinquefolius (L.) A. R. Simões & Staples
35. Distimake repens (D. F. Austin & Staples) Petrongari & Sim.-Bianch.
36. Distimake rhyncorhizus (Dalzell) A. R. Simões & Staples
37. Distimake sagastegui-alvae (E. Rodr., J. Briceño, Billman & A. Bosw.) A. R. Simões & Petrongari
38. Distimake semisagittus (Griseb. ex Peter) A. R. Simões & Staples
39. Distimake somalensis (Hallier fil.) A. R. Simões & Staples
40. Distimake stellatus (Rendle) A. R. Simões & Staples
41. Distimake subpalmatus (Verdc.) A. R. Simões & Staples
42. Distimake ternifoliolus (Pittier) A. R. Simões & Staples
43. Distimake tomentosus (Choisy) Petrongari & Sim.-Bianch.
44. Distimake tuberosus (L.) A. R. Simões & Staples
45. Distimake verdcourtianus (Lejoly & Lisowski) A. R. Simoes & Mwanga Mwanga
46. Distimake weberbaueri (Ooststr.) A. R. Simões & Petrongari
47. Distimake wurdackii (D. F. Austin & Staples) comb. ined.

## Sinonimi
- Astromerremia Pilg.; Notizbl. Bot. Gart. Berlin-Dahlem 13: 107 (1936)
- Davenportia R.W.Johnson; Austrobaileya 8(2): 171 (-176, figs.) (2010)